# Shikaoi
Shikaoi (鹿追町, Shikaoi-chō) est un bourg du district de Katō, situé dans la sous-préfecture de Tokachi, sur l'île de Hokkaidō, au Japon.

## Toponymie
Le toponyme « Shikaoi » signifie « à la suite [chasse], des cerfs ».

## Géographie

### Démographie
En 2011, le bourg de Shikaoi avait une population estimée à 5 697 habitants répartis sur une superficie de 402,86 km2 (densité de population de 14 hab./km2).

## Histoire
Les débuts de Shikaoi remontent à 1902, lorsque M. Yamada de Tōkyō s’est installé dans ce qui est aujourd'hui la rue principale de Shikaoi. En 1913, une gare a ouvert le flux de colons de Honshū. Peu de temps après, des restaurants, un bureau de poste, un poste de police ont vu le jour.
En 1920, la population de Shikaoi était de 4 526 habitants (822 foyers). En avril 1921, il devint le village Shikaoi. La ligne de chemin de fer a été posée en 1923 pour assurer le transport des betteraves de la région. En outre, les marchandises diverses et le transport de passagers ont été autorisés en mai 1925. Un grand rôle a été joué pour le développement industriel de Shikaoi par le reclassement du réseau routier et de chemins de fer.
La population a augmenté rapidement du fait de l’implantation d’une caserne après la Première Guerre mondiale (10 448 habitants, 1 970 ménages, selon le recensement de 1960). Le bourg de Shikaoi est officiellement fondé en 1959.
Après un pic en 1961 (10 778 habitants), la population de Shikaoi a diminué progressivement à cause des dommages du froid sur l'agriculture. Mais après 1993, elle est devenue stable, grâce au développement d'une agriculture modernisée.